# Deutscher Städtebaupreis
Der  Deutsche Städtebaupreis , auch Walter-Hesselbach-Preis, ist ein mit 25.000 Euro dotierter Preis, der musterhafte Beispiele städtebaulicher Planung auszeichnet. Er wird derzeit in zweijährlichem Rhythmus vergeben.

## Geschichte
Der Deutsche Städtebaupreis wurde 1980 durch den Journalisten und Chefredakteur der Bauwelt, Ulrich Conrads, zusammen mit der Bank für Gemeinwirtschaft initiiert und nach ihrem langjährigen Vorstandsvorsitzenden Walter Hesselbach benannt. Von 2000 bis zum Jahre 2004 hat die SEB AG den Preis unter fachlicher Betreuung der Vereinigung für Stadt-, Regional- und Landesplanung (SRL) weitergeführt. Die Wüstenrot-Stiftung hat im Jahre 2006 das Anliegen der Gründer des Deutschen Städtebaupreises aufgenommen und führt in Zusammenarbeit mit der Deutschen Akademie für Städtebau und Landesplanung (DASL) den Preis fort.

## Ziel
Diese Auszeichnung soll einen kontinuierlichen Beitrag zur Erneuerung von Stadtkultur und Stadtbaukultur leisten und dem Städtebau öffentliche Geltung verschaffen helfen. Mit den prämierten Planungen sollen hervorragende, musterhafte Beispiele einer weiteren Öffentlichkeit vorgestellt werden und so über fachliche Grenzen hinweg zur Auseinandersetzung mit städtebaulicher Gestaltung anregen.
Vergeben wird neben dem Städtebaupreis auch ein Sonderpreis.

## Preisträger Städtebaupreis
| Jahr | Projekt | Stadt/Kreis               | Architekt/Stadtplaner | Jury |
| ---- | --- | ------------------------- | --- | --- |
| 2023 | Werksviertel                                                                                                   | München                   | Erste Strukturplan-Entwürfe: Referat für Stadtplanung und Bauordnung auf Basis eines Entwurfs von 03 Architekten (München) und Gerd Aufmkolk (Werkgemeinschaft Freiraum, Nürnberg). Weiterentwicklung Strukturplan mit verändertem Planungsumgriff: Steidle Architekten mit Werkgemeinschaft Freiraum Landschaftsarchitekten und Nuyken von Oefele und Hild und K | Marie-Theres Okresek, Thomas Drachenberg, Elisabeth Merk, Jórunn Ragnarsdóttir, Anja Reichert-Schick, Verena Schmidt, Tim von Winning, Christina Simon-Philipp |
| 2020 | Quartier am ehemaligen Blumengroßmarkt                                                                         | Berlin                    | Entwurf: bbzl-böhm benfer zahiri landschaften städtebau Ulrike Böhm, Cyrus Zahiri & Katja Benfer; Rehwaldt Landschaftsarchitekten; bfstudio Partnerschaft von Architekten mbB Benita Braun-Feldweg & Matthias Muffert; Deadline Architekten Griffin Jürgens; ifau - Heinemann, Heiß, Schmidt, Heide von Beckerath Architekten PartGmbB; E2A / Piet Eckert und Wim Eckert Architekten. Zusammenarbeit mit: Belius GmbH, Büro Urbanizers. Bauherr: Stiftung Jüdisches Museum Berlin, Senatsverwaltung für Stadtentwicklung und Wohnen sowie für Umwelt und Verkehr, Bezirk Friedrichshain-Kreuzberg, Metropolenhaus Am Jüdischen Museum , Frizz23, taz Verlags- und Vertriebsgesellschaft | |
| 2018 | Phoenix - Eine neue Stadtlandschaft, Dreiklang der Stadtentwicklung Phoenix West – Hörde Zentrum – Phoenix-See | Dortmund                  | Entwicklungsstrategien Stadt Dortmund; Zusammenarbeit mit u. a. Stadtplanungs- und Bauordnungsamt, Amt für Wohnen und Stadterneuerung, Wirtschaftsförderung Dortmund, Emschergenossenschaft, NRW.Urban – Projekt Phoenix West, DSW21 – Projekt Phoenix-See, öffentliche und private Bauherren | |
| 2016 | Wohnanlage wagnisART, München                                                                                  | München                   | Arge bogevischs buero architekten & stadtplaner GmbH und SHAG Schindler Hable Architekten GbR in Zusammenarbeit mit: Arge bauchplan auböck/kárász; Bauherr/in: Wohnbaugenossenschaft wagnis eG, Projektleitung Elisabeth Hollerbach | |
| 2014 | a.) Weltquartier Hamburg-Wilhelmsburg                                                                          | Hamburg                   | IBA Hamburg GmbH René Reckschwardt kfs Krause feyerabend Sippel Architekten Rainer Sippel, Georg FeyerabendAndresen Landschaftsarchitektur Sven Andresen Knerer+Lang Architekten Thomas Knerer, Eva Lang Gerber Architekten Eckhard Gerber, Hannes Beinhoff, Britta KüestPetersen Pörksen Partner Architekten+ Stadtplaner Christian HühnKunst+ Herbert Architekten Bettina Kunst, Christian HerbertDalpiaz+ Gianenetti Architekten Alessandro Dalpiaz, Michelle Giannetti Breimann + Bruun Landschaftsarchitekten Bertel Bruun; Bauherr/in SAGA Siedlungs-Aktiengesellschaft Hamburg                                                                                                   | |
| 2014 | b.) Hofstatt München                                                                                           | München                   | Meili, Peter GmbH Florian Hartmann, Andreas Müsseler, Oliver Noak, Marcel Meili, Markus Peter, Sebastian Ballauf, Sarah Escher, Christian Hadaller, Johanna Irmisch, Felix Krüttli, Clemens Nuyken, Max Otto, Oya Sönmez, Christoph Staude, Lisa Yamaguchi, Vogt Landschaftsarchitekten AG Keller, DammRoser Landschaftsarchitekten CLMap GmbH CBP GmbH Müller-BBM GmbH; Bauherr: LBBW Immobilien GmbH | |
| 2012 | Neugestaltung der historischen Mitte                                                                           | Staßfurt an der Bode      | Häfner/Jiminez Büro für Landschaftsarchitektur, Berlin | |
| 2010 | Projekte Stubengasse und Hanse Carré                                                                           | Münster                   | Fritzen + Müller Architekten BDA mit Ernst Kasper (Stubengasse, Parkhaus), Arbeitsgemeinschaft Deilmann und Kresing (Hanse-Carreé), Stadt Münster | |
| 2008 | Jüdisches Zentrum                                                                                              | München                   | Wandel Hoefer Lorch Architekten, office regina poly | |
| 2006 | Neuer Stadtteil Scharnhauser Park                                                                              | Ostfildern                | Janson + Wolfrum, Architektur und Stadtplanung, Stuttgart, Alban Janson und Sophie Wolfrum mit Frank Roser, Heike Mezger, Claus Walker und Dietmar Meck | |
| 2004 | Falkenried – Ehemalige Fahrzeugwerkstätten                                                                     | Hamburg                   | Architekturbüro Bolles -Wilson, Münster; Projektentwicklung: Projektentwicklungsgesellschaft Falkenried | |
| 2003 | Stadtumbau Ost, ZukunftsWerkStadt                                                                              | Leinefelde                | GRAS Hermann Sträb, Dresden | |
| 2002 | Konversion Militärareal „Entwicklungsbereich Bornstedter Feld“                                                 | Potsdam                   | Entwicklungsgesellschaft Bornstedter Feld | |
| 2001 | Städtebaulicher Entwicklungsbereich „Stuttgarter Straße / Französisches Viertel“                               | Tübingen                  | Lehen drei, Stuttgart; Amt für Stadtsanierung | |
| 2000 | Konversion Kasernen-Areal im Campus der FH                                                                     | Brandenburg an der Havel  | Benedict Tonon, Berlin | |
| 1999 | Integriertes Wohnen                                                                                            | Ingolstadt                | Andreas Meck, München und Stephan Köppel, München | |
| 1998 | a.) Rheinufergestaltung – Altstadtufer (Rheinuferpromenade)                                                    | Düsseldorf                | Niklaus Fritschi, Benedikt Stahl, Günter Baum und Partner, Düsseldorf | |
| 1998 | b.) Revitalisierung der Stadt Tittmoning                                                                       | Landkreis Traunstein      | Christian Bäumler und Dorica Zagar, München; Bernhard Landbrecht, Christian Stadler, München und Gerhard Mühle, Dachau | |
| 1997 | Blockrandbebauung Prinzregenten-/ Bruderstraße                                                                 | München                   | Steidle und Partner, München | |
| 1996 | Gartenstadt Falkenhöh                                                                                          | Falkensee bei Berlin      | Helge Sypereck, Berlin | |
| 1995 | a.) „Wohnen, Arbeiten und Freizeit im Park“ – Unternehmenspark                                                 | Peine                     | Baudezernat der Stadt Peine zusammen mit freischaffenden Architekten, Landschaftsarchitekten und Fachingenieuren | |
| 1995 | b.) Realisierung Stadtgarten                                                                                   | Böblingen                 | Janson + Wolfrum, Stuttgart | |
| 1994 | „Integriertes Wohnen“, Quartier unter der Burghalde                                                            | Kempten                   | Alexander Grünenwald, Gruppe 4Plus, Architektur und Stadtplanung, Karlsruhe und Eckhard P. Rieper, die Sozialbau Kempten | |
| 1993 | Kreuzgassenviertel                                                                                             | Nürnberg                  | Baufrösche, Kassel, Otto Steidle + Partner, München, Werkgemeinschaft Freiraum, Nürnberg | Ulrich Conrads, Helmut Striffler, Hille von Seggern, Gert Kaster, Irene Wiese von Ofen                                                                         |
| 1992 | Realisierung Thermalkurort                                                                                     | Bad Birnbach              | Arc Architekten, München | |
| 1991 | Keine Ausschreibung                                                                                            |                           | | |
| 1990 | Kein Preis vergeben                                                                                            |                           | | |
| 1989 | Erholungsgebiet „Werdersee“                                                                                    | Bremen                    | Bremer Fachverwaltung und Planungsgruppe "grün", Bremen | |
| 1988 | Wohnanlage Bessunger-/ Niersteiner Straße                                                                      | Darmstadt                 | Rüdiger Kramm, Darmstadt | |
| 1987 | Sanierungsgebiet St. Ulrich                                                                                    | Augsburg                  | Hans Schrammel, Augsburg | |
| 1986 | Umnutzung Fabrikanlage Ermen & Engels                                                                          | Engelskirchen-Braunswerth | Felder, Krömmelbein und Mandler (KOOPERATIVE GLASHAUS), Köln | |
| 1985 | Bürgerhäuser und Speicherbauten                                                                                | Hamburg                   | Baubehörde FHH Hamburg | |
| 1985 | Ernst-Reuter-Platz                                                                                             | Dachau                    | Karg/Schraud, München | |
| 1984 | Sanierungsbereich Altstadt                                                                                     | Osnabrück                 | Erich Schneider-Wessling, Köln | |
| 1983 | a.) Regeneration Stadtgebiet Jungbusch                                                                         | Mannheim                  | Planungsgruppe KPS, Esslingen | |
| 1983 | b.) Regeneration Altstadt                                                                                      | Hochheim/Main             | Hytrek/Weyell/Hytrek, Flörsheim | |
| 1983 | c.) Dorferneuerung Niederalteich                                                                               | Landkreis Deggendorf      | Jahn/Obermeyer/Reichenbach-Klinke, Buch am Erlsbach | |
| 1982 | Sanierung Areal ehemalige Schokoladenfabrik Stollwerck                                                         | Köln                      | dt8 Planungsgruppe, Köln | |
| 1981 | Sanierungsgebiet                                                                                               | Dortmund Nord             | Büro für Architektur & Stadtplanung Stephan Goerner, Köln | |
| 1980 | Bebauungsplan „Oberes Gereuth“                                                                                 | Moosburg/Isar             | SBS Planungsgemeinschaft, München | |

## Preisträger Sonderpreis
Der parallel zum Städtebaupreis ausgelobte Sonderpreis dient der Akzentuierung besonders dringlicher Handlungsfelder im Städtebau und in der Stadtplanung.
|      | Thema Sonderpreis                                                               | Projekt | Stadt/Kreis         | Projektteilnehmer |
| ---- | ------------------------------------------------------------------------------- | --- | ------------------- | --- |
| 2023 | Klimaanpassung gestalten                                                        | Umgestaltung Mittleres Paderquellgebiet                                                                            | Paderborn           | Entwurfsverfasser/in: WES LandschaftsArchitektur (Hamburg) mit INROS LACKNER SE (Bremen); Bauherrin: Stadt Paderborn |
| 2020 | Städtebau revisited: Preise – Praxis – Perspektiven                             | Städtebaulicher Entwicklungsbereich Stuttgarter Straße, Französisches Viertel                                      | Tübingen            | Entwurfsverfasser: LEHEN drei \| Architektur Stadtplanung; Martin Feketics und Matthias Schuster (Stuttgart); mit Leonhard Schenk (Stuttgart); Bauherren: Universitätsstadt Tübingen und private Akteure |
| 2018 | Orte der Bildung und Kultur im städtebaulichen Kontext                          | TU Darmstadt - Campus Stadtmitte                                                                                   | Darmstadt           | Planer: Technische Universität Darmstadt, Dezernat Baumanagement und Technischer Betrieb, Architekt E. Dingeldein; Bauherren: Land Hessen und Technischen Universität Darmstadt |
| 2016 | Soziale Impulse durch Städtebau – Urbane Kooperationen und neue Nachbarschaften | Grandhotel Cosmopolis                                                                                              | Augsburg            | Planer/in: A-Architekt mit Grandhotel-Cosmopolis e. V.; Bauherr/in: Diakonisches Werk Augsburg e. V. |
| 2016 | Preisträger des Sonderpreises 2016                                              | Auszeichnung: Bremen - Prototype eines Urbanen Labors in Hemelingen.                                               | Bremen              | Karmatransformation: - ZwischenZeitZentrale Bremen |
| 2014 | Neue Wege in der Stadt                                                          | Neugestaltung Fischmarkt                                                                                           | Erfurt              | Planer/inStadtplanungsbüro Wilke Uwe Wilke/Ulrike Holz IST Ingenieurgesellschaft mbH Dietmar Schröter Lichtraum3 Torsten Müller Emch+Berger Peter Gonsior; Bauherr/in Stadt Erfurt |
| 2012 | Integration und Transformation technischer Infrastrukturen in Stadt und Region  | Masterplan Emscher-Zukunft - Renaturierung der Emscher von der Quelle in Holzwickede bis zur Mündung bei Dinslaken | Metropolregion Ruhr | ASTOC Architects and Planners, Köln |
| 2010 | Stadt und Wissen                                                                | Bibliothek im Bahnhof Luckenwalde                                                                                  | Luckenwalde         | Martina Wronna, Katharina Feldhusen, Ralf Fleckenstein |
| 2008 | Die Stadt der Nachkriegsmoderne                                                 | Siedlung Altenhagener Weg in Hamburg-Wandsbek                                                                      | Hamburg             | Springer Architekten, Jörg Springer, Berlin, Georg v. Gayl, Berlin |
| 2006 | Strategien und Konzepte für Stadt + Region                                      | Bilder einer Zwischenstadt - Ikonografie und Szenografie eines Urbanisierungsprozesses                             | kein Ortsbezug      | Wolfgang Christ und Lars Bölling, Bauhaus-Universität Weimar |
| 2006 | Strategien und Konzepte für Stadt + Region                                      | Das Planwerk Innenstadt als Strategie für den Stadtumbau                                                           | Berlin              | Senatsverwaltung für Stadtentwicklung vertreten durch: Senatsbaudirektor Hans Stimmann Projektgruppe Planwerk Innenstadt (1996–1999):Werner Arndt, Werner Bialluch, Johanna Holtmann, Ursula Renker, Takis Sgouros, Wolfgang Süchting (gest. 2001), Patrick Weiß, Hans-Georg Winthuis - Externe Co-Autoren: Bernd Albers, Hoffmann-Axthelm, Fritz Neumeyer, Manfred Ortner |
| 2004 | Temporäre Nutzungen in urbanen Räumen                                           | “bed by night” | Hannover            | Architekt Han Slavik, Amsterdam/Hannover |
| 2004 | Temporäre Nutzungen in urbanen Räumen                                           | “stadthalten” | Leipzig             | Stadt Leipzig, Amt für Stadterneuerung und Wohnungsbauförderung mit Büro fagus, Markkleeberg |
| 2003 | Auch Kindern gehört die Stadt                                                   | Stadterneuerung Prenzlauer Berg - Spielräume für Kinder und Jugendliche/Projekte und Strategien                    | Berlin              | S.T.E.R.N. Gesellschaft der behutsamen Stadterneuerung (Berlin), Bezirksamt Pankow von Berlin, Senatsverwaltung für Stadtentwicklung (Berlin) |
| 2002 | Bewegungsräume der Stadt                                                        | Wiedergründung der Unterneustadt in Kassel und der Realisierung der Karl-Branner-Brücke                            | Kassel              | Planverfasser: Brigitte Kochta, Berlin, mit dem Planungsamt der Stadt Kassel und Ingenieurbüro Grassl, München |
| 2001 | An der Peripherie                                                               | Ravensburger Spieleland AG                                                                                         | Meckenbeuren        | Gemeinschaftsrealisierung der Architekten Müller, Arndt und Partner (Meckenbeuren), der Stadtplaner Kirsch und Partner (Tübingen), der Landschaftsarchitekten Lohrer und Hochrein (Waldkraiburg) sowie Schmelzer und Friedmann (Stuttgart) |
| 2000 | Umgang mit bedeutenden Orten                                                    | Öffnung des Pleißemühlgrabens                                                                                      | Leipzig             | Architekturbüro Angela Wandelt, Leipzig |
| 1999 | Städtebauliche Implantationen                                                   | Neubau und Ergänzung des regionalen Museums                                                                        | Korbach             | Berthold H. Penkhues, Kassel |
| 1998 | Stadtplätze - Umgang mit dem Öffentlichen Raum                                  | Neugestaltung des Neupfarrplatzes                                                                                  | Regensburg          | Planungs- und Baureferat der Stadt Regensburg |
| 1997 | Vitalisierung der Inneren Stadt                                                 | Revitalisierung einer innerstädtischen Industriebrache: Ehemaliges Carl-Zeiss-Hauptwerk                            | Jena                | Reinhold Braschel, Wilm Rüdiger Alef, IFB Dr. Braschel GmbH, Stuttgart |
| 1992 | Beton-Fertigteilbau                                                             | Wohnanlage Obere Burgstraße                                                                                        | Bonn-Bad Godesberg  | Planungsgruppe Bonn (Krenz, Meier + Assoziierte) |